# Thomas Dolby
Thomas Dolby, właśc. Thomas Morgan Robertson (ur. 14 października 1958 w Londynie) – angielski muzyk, autor tekstów, piosenkarz i producent muzyczny. Jego najpopularniejsze single to „She Blinded Me with Science” (1982) i „Hyperactive!” (1984).